# Verwaltungsgerichtshof Württemberg-Hohenzollern
Der Verwaltungsgerichtshof Württemberg-Hohenzollern war das einzige Gericht der Verwaltungsgerichtsbarkeit, das im Land Württemberg-Hohenzollern bestand. Sein Sitz war Bebenhausen. Er wurde im Jahr 1946 errichtet und bestand nach der Zusammenlegung des Landes mit Baden und Württemberg-Baden zum neuen Land Baden-Württemberg noch bis zur Neuordnung der Verwaltungsgerichtsbarkeit im Jahr 1958 weiter.
Nach der Niederlage Deutschlands im Zweiten Weltkrieg hatten die deutschen Gerichte zunächst – auch auf Anordnung der Besatzungsmächte – ihre Tätigkeit eingestellt. In Württemberg-Hohenzollern wurde die Verwaltungsgerichtsbarkeit am 19. August 1946 wieder eingerichtet. Anders als in fast allen anderen Ländern wurde aber kein zweistufiger Aufbau gewählt, sondern nur ein einziges Gericht gegründet. Ein Grund dafür dürfte die geringe Größe des Landes gewesen sein, daneben entsprach diese Lösung der in Württemberg seit 1924 bestehenden Lage. Der erste Präsident des Gerichts war Alfred Neuschler, der zum 1. September 1951 durch Robert Barth abgelöst wurde. Mit nur drei hauptamtlichen Mitgliedern war der Verwaltungsgerichtshof Württemberg-Hohenzollern im Jahr 1951 zusammen mit dem Oberverwaltungsgericht Bremen der kleinste Verwaltungsgerichtshof der Bundesrepublik Deutschland.
Die Zuständigkeit des Verwaltungsgerichtshofs bestimmte sich zunächst nach den bestehenden württembergischen und preußischen Vorschriften, wobei er von Anfang an zudem für Verwaltungsrechtsstreitigkeiten zuständig war, für die bisher ein Verwaltungsgericht des Reichs zuständig gewesen war. Da weder das württembergische noch das preußische Recht einen umfassenden Verwaltungsrechtsschutz vorsah, war ein solcher auch in Württemberg-Hohenzollern zunächst nicht gegeben. Mit dem Inkrafttreten des Grundgesetzes und damit der allgemeinen Rechtsweggarantie seines Artikels 19 IV war diese Rechtslage nicht mehr verfassungsgemäß, so dass durch das Gesetz zur Änderung des Verfahrens vor dem Verwaltungsgerichtshof und vor den Verwaltungsbehörden vom 17. Oktober 1950 (Regierungsblatt für das Land Württemberg-Hohenzollern S. 301) rückwirkend zum 24. Mai 1949 eine Generalklausel geschaffen wurde, nach der der Rechtsweg zum Verwaltungsgerichtshof auch in den bisher ausgeschlossenen Fällen zulässig war.